# Slave to the Rhythm (bài hát của Michael Jackson)
"Slave to the Rhythm" là một bài hát của ca sĩ người Mỹ Michael Jackson nằm trong album thứ 2 phát hành sau khi qua đời của ông Xscape. Mặc dù không được phát hành làm đĩa đơn, bài hát đã xuất hiện trên nhiều bảng xếp hạng âm nhạc nhờ lượng tải nhạc số và trực tuyến. Sony Mobile cũng sử dụng một đoạn của "Slave to the Rhythm" trong chiến dịch quảng cáo cho điện thoại thông minh Xperia Z2 của họ.
Tại Giải thưởng âm nhạc Billboard năm 2014, Michael Jackson đã được tái hiện trên sân khấu và trình diễn bài hát dựa trên công nghệ hologram. Nhờ vào lượt truy cập trực tuyến lớn của phiên bản "hologram", "Slave to the Rhythm" đã lọt vào bảng xếp hạng Billboard Hot 100 ở vị trí thứ 45, trở thành ca khúc thứ 50 của ông lọt vào đây.

## Tổng quan
Bài hát được sáng tác và thu âm vào giai đoạn thực hiện album Dangerous, nhưng cuối cùng nó đã không được chọn. Trong năm 2010, một phiên bản remix của bài hát do Tricky Stewart thực hiện đã bị rò rỉ. Bản remix này vẫn chưa được phát hành chính thức, nhưng một đoạn đã được phát trên Ellen DeGeneres Show vài tuần trước khi phát hành Xscape. Trong năm 2013, một phiên bản của bài hát đã bị rò rỉ (sản xuất bởi Max Methods), trong đó Jackson song ca với ca sĩ người Canada Justin Bieber. Sau những phản ứng gay gắt về bản remix này, Tổ chức Di sản của Michael Jackson đã không ủy quyền phát hành bản ghi âm này, và nó nhanh chóng bị gỡ khỏi nhiều trang web và YouTube.

## Xếp hạng
| Bảng xếp hạng (2014)                     | Vị trí cao nhất |
| ---------------------------------------- | --------------- |
| Canada (Canadian Hot 100)                | 91              |
| Pháp (SNEP)                              | 134             |
| Hà Lan (Single Top 100)                  | 48              |
| South Korea International Songs (Gaon)   | 4               |
| Hoa Kỳ Billboard Hot 100                 | 45              |
| Hoa Kỳ Hot R&B/Hip-Hop Songs (Billboard) | 12              |
| Anh Quốc (OCC)                           | 98              |